# Viktor Maier
Viktor Maier (Kant, 16 maggio 1990) è un calciatore kirghiso con cittadinanza tedesca, attaccante del Vorwärts Nordhorn e della nazionale kirghisa.

## Carriera

### Club
Ad eccezione di una stagione trascorsa nella seconda divisione olandese all'Emmen, ha sempre giocato per squadre tra la quarta e la quinta divisione tedesca.

### Nazionale
Dal 2005 al 2007 totalizza complessivamente 14 presenze con le nazionali giovanili tedesche Under-16 ed Under-17; nel 2015 esordisce con la nazionale kirghisa.

## Statistiche

### Presenze e reti nei club
Statistiche aggiornate al 27 dicembre 2022.
| Stagione                | Squadra                 | Campionato              | Campionato | Campionato | Coppe nazionali | Coppe nazionali | Coppe nazionali | Coppe continentali | Coppe continentali | Coppe continentali | Altre coppe | Altre coppe | Altre coppe | Totale | Totale |
| Stagione                | Squadra                 | Comp                    | Pres       | Reti       | Comp            | Pres            | Reti            | Comp               | Pres               | Reti               | Comp        | Pres        | Reti        | Pres   | Reti   |
| ----------------------- | ----------------------- | ----------------------- | ---------- | ---------- | --------------- | --------------- | --------------- | ------------------ | ------------------ | ------------------ | ----------- | ----------- | ----------- | ------ | ------ |
| 2008-2009               | Amburgo II              | RL                      | 4          | 0          | -               | -               | -               | -                  | -                  | -                  | -           | -           | -           | 4      | 0      |
| 2009-2010               | Amburgo II              | RL                      | 14         | 0          | -               | -               | -               | -                  | -                  | -                  | -           | -           | -           | 14     | 0      |
| 2010-2011               | Amburgo II              | RL                      | 13         | 0          | -               | -               | -               | -                  | -                  | -                  | -           | -           | -           | 13     | 0      |
| Totale Amburgo II       | Totale Amburgo II       | Totale Amburgo II       | 31         | 0          |                 | -               | -               |                    | -                  | -                  |             | -           | -           | 31     | 0      |
| gen.-giu. 2012          | Osnabrück II            | OL                      | 1          | 0          | -               | -               | -               | -                  | -                  | -                  | -           | -           | -           | 1      | 0      |
| 2012-2013               | Osnabrück II            | OL                      | 27         | 8          | -               | -               | -               | -                  | -                  | -                  | -           | -           | -           | 27     | 8      |
| Totale Osnabrück II     | Totale Osnabrück II     | Totale Osnabrück II     | 28         | 8          |                 | -               | -               |                    | -                  | -                  |             | -           | -           | 28     | 8      |
| 2013-gen. 2014          | Havelse                 | RL                      | 6          | 0          |                 | -               | -               |                    | -                  | -                  |             | -           | -           | 6      | 0      |
| gen.-giu. 2014          | Meppen                  | RL                      | 13         | 2          |                 | -               | -               |                    | -                  | -                  |             | -           | -           | 13     | 2      |
| 2014-2015               | Meppen                  | RL                      | 25         | 5          |                 | -               | -               |                    | -                  | -                  |             | -           | -           | 25     | 5      |
| 2015-2016               | Meppen                  | RL                      | 25         | 7          | CG              | 1               | 0               |                    | -                  | -                  |             | -           | -           | 26     | 7      |
| Totale Meppen           | Totale Meppen           | Totale Meppen           | 63         | 14         |                 | 1               | 0               |                    | -                  | -                  |             | -           | -           | 64     | 14     |
| 2016-2017               | Emmen                   | EED                     | 20+1       | 0          | CO              | 1               | 0               | -                  | -                  | -                  | -           | -           | -           | 22     | 0      |
| 2017-2018               | Wiedenbrück             | RL                      | 17         | 7          | -               | -               | -               | -                  | -                  | -                  | -           | -           | -           | 17     | 7      |
| 2018-2019               | Wiedenbrück             | RL                      | 1          | 0          | -               | -               | -               | -                  | -                  | -                  | -           | -           | -           | 1      | 0      |
| 2019-2020               | Wiedenbrück             | OL                      | 18         | 6          | -               | -               | -               | -                  | -                  | -                  | -           | -           | -           | 18     | 6      |
| 2020-2021               | Wiedenbrück             | RL                      | 25         | 4          | CG              | 1               | 0               | -                  | -                  | -                  | -           | -           | -           | 26     | 4      |
| Totale Wiedenbrück      | Totale Wiedenbrück      | Totale Wiedenbrück      | 61         | 17         |                 | 1               | 0               |                    | -                  | -                  |             | -           | -           | 62     | 17     |
| 2021-2022               | Eintracht Rheine        | OL                      | 15+7       | 6+1        | -               | -               | -               | -                  | -                  | -                  | -           | -           | -           | 22     | 7      |
| 2022-2023               | Eintracht Rheine        | OL                      | 13         | 1          | -               | -               | -               | -                  | -                  | -                  | -           | -           | -           | 13     | 1      |
| Totale Eintracht Rheine | Totale Eintracht Rheine | Totale Eintracht Rheine | 28+7       | 7+1        |                 | -               | -               |                    | -                  | -                  |             | -           | -           | 35     | 8      |
| Totale carriera         | Totale carriera         | Totale carriera         | 246        | 47         |                 | 3               | 0               |                    | -                  | -                  |             | -           | -           | 249    | 47     |

### Cronologia presenze e reti in nazionale
| Cronologia completa delle presenze e delle reti in nazionale ― Kirghizistan | Cronologia completa delle presenze e delle reti in nazionale ― Kirghizistan | Cronologia completa delle presenze e delle reti in nazionale ― Kirghizistan | Cronologia completa delle presenze e delle reti in nazionale ― Kirghizistan | Cronologia completa delle presenze e delle reti in nazionale ― Kirghizistan | Cronologia completa delle presenze e delle reti in nazionale ― Kirghizistan | Cronologia completa delle presenze e delle reti in nazionale ― Kirghizistan | Cronologia completa delle presenze e delle reti in nazionale ― Kirghizistan |
| Data                                                                        | Città                                                                       | In casa                                                                     | Risultato                                                                   | Ospiti                                                                      | Competizione                                                                | Reti                                                                        | Note                                                                        |
| --------------------------------------------------------------------------- | --------------------------------------------------------------------------- | --------------------------------------------------------------------------- | --------------------------------------------------------------------------- | --------------------------------------------------------------------------- | --------------------------------------------------------------------------- | --------------------------------------------------------------------------- | --------------------------------------------------------------------------- |
| 11-6-2015                                                                   | Dacca                                                                       | Bangladesh                                                                  | 1 – 3                                                                       | Kirghizistan                                                                | Qual. Mondiali 2018                                                         | -                                                                           |                                                                             |
| 16-6-2015                                                                   | Biškek                                                                      | Kirghizistan                                                                | 1 – 2                                                                       | Australia                                                                   | Qual. Mondiali 2018                                                         | -                                                                           |                                                                             |
| 3-9-2015                                                                    | Amman                                                                       | Giordania                                                                   | 0 – 0                                                                       | Kirghizistan                                                                | Qual. Mondiali 2018                                                         | -                                                                           |                                                                             |
| 8-10-2015                                                                   | Biškek                                                                      | Kirghizistan                                                                | 2 – 2                                                                       | Tagikistan                                                                  | Qual. Mondiali 2018                                                         | -                                                                           |                                                                             |
| 13-10-2015                                                                  | Biškek                                                                      | Kirghizistan                                                                | 2 – 0                                                                       | Bangladesh                                                                  | Qual. Mondiali 2018                                                         | -                                                                           | 90+3’                                                                       |
| 12-11-2015                                                                  | Canberra                                                                    | Australia                                                                   | 3 – 0                                                                       | Kirghizistan                                                                | Qual. Mondiali 2018                                                         | -                                                                           |                                                                             |
| 17-11-2015                                                                  | Biškek                                                                      | Kirghizistan                                                                | 1 – 0                                                                       | Giordania                                                                   | Qual. Mondiali 2018                                                         | -                                                                           | 62’ 88’                                                                     |
| 29-3-2016                                                                   | Dušanbe                                                                     | Tagikistan                                                                  | 0 – 1                                                                       | Kirghizistan                                                                | Qual. Mondiali 2018                                                         | -                                                                           |                                                                             |
| 30-8-2016                                                                   | Biškek                                                                      | Kirghizistan                                                                | 2 – 0                                                                       | Kazakistan                                                                  | Amichevole                                                                  | -                                                                           |                                                                             |
| 6-9-2016                                                                    | Biškek                                                                      | Kirghizistan                                                                | 1 – 2                                                                       | Filippine                                                                   | Amichevole                                                                  | -                                                                           | 85’                                                                         |
| 6-10-2016                                                                   | Biškek                                                                      | Kirghizistan                                                                | 0 – 0                                                                       | Libano                                                                      | Amichevole                                                                  | -                                                                           |                                                                             |
| 9-11-2016                                                                   | Manila                                                                      | Filippine                                                                   | 1 – 0                                                                       | Kirghizistan                                                                | Amichevole                                                                  | -                                                                           |                                                                             |
| 15-11-2016                                                                  | Riffa                                                                       | Bahrein                                                                     | 0 – 0                                                                       | Kirghizistan                                                                | Amichevole                                                                  | -                                                                           |                                                                             |
| 28-3-2017                                                                   | Biškek                                                                      | Kirghizistan                                                                | 1 – 0                                                                       | Macao                                                                       | Qual. Coppa d'Asia 2019                                                     | -                                                                           |                                                                             |
| 13-6-2017                                                                   | Bengaluru                                                                   | India                                                                       | 1 – 0                                                                       | Kirghizistan                                                                | Qual. Coppa d'Asia 2019                                                     | -                                                                           | 81’                                                                         |
| 10-10-2017                                                                  | Yangon                                                                      | Birmania                                                                    | 2 – 2                                                                       | Kirghizistan                                                                | Qual. Coppa d'Asia 2019                                                     | 1                                                                           | 55’ 58’                                                                     |
| 14-11-2017                                                                  | Taipa                                                                       | Macao                                                                       | 3 – 4                                                                       | Kirghizistan                                                                | Qual. Coppa d'Asia 2019                                                     | -                                                                           | 64’                                                                         |
| 20-12-2018                                                                  | Doha                                                                        | Giordania                                                                   | 0 – 1                                                                       | Kirghizistan                                                                | Amichevole                                                                  | -                                                                           | 71’                                                                         |
| 10-10-2019                                                                  | Biškek                                                                      | Kirghizistan                                                                | 7 – 0                                                                       | Birmania                                                                    | Qual. Mondiali 2022                                                         | -                                                                           |                                                                             |
| 14-11-2019                                                                  | Biškek                                                                      | Kirghizistan                                                                | 0 – 2                                                                       | Giappone                                                                    | Qual. Mondiali 2022                                                         | -                                                                           | 85’                                                                         |
| 19-11-2019                                                                  | Biškek                                                                      | Kirghizistan                                                                | 1 – 1                                                                       | Tagikistan                                                                  | Qual. Mondiali 2022                                                         | -                                                                           | 61’ 64’                                                                     |
| 8-6-2022                                                                    | Biškek                                                                      | Kirghizistan                                                                | 2 – 1                                                                       | Singapore                                                                   | Qual. Coppa d'Asia 2023                                                     | 1                                                                           | 63’ 90+1’                                                                   |
| 11-6-2022                                                                   | Biškek                                                                      | Kirghizistan                                                                | 2 – 0                                                                       | Birmania                                                                    | Qual. Coppa d'Asia 2023                                                     | 2                                                                           | 65’                                                                         |
| Totale                                                                      |                                                                             | Presenze                                                                    | 23                                                                          |                                                                             | Reti                                                                        | 4                                                                           |                                                                             |